# Aletta Haniel

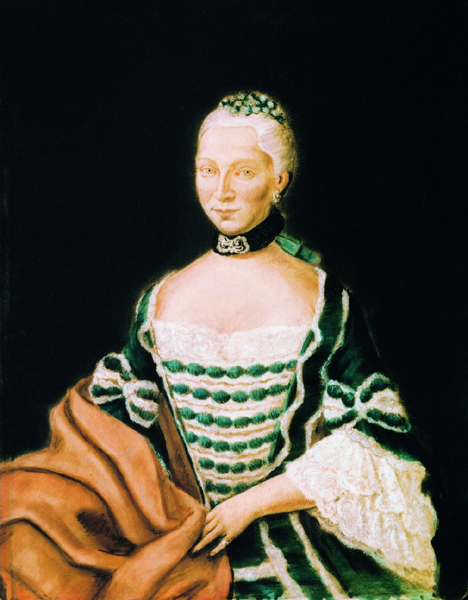
Aletta Haniel, 1780

Aletta Haniel (geborene Noot; * 12. März 1742 in Orsoy, heute Rheinberg; † 11. Mai 1815 in Ruhrort, heute Duisburg) war eine deutsche Unternehmerin und Mutter von Franz Haniel.

## Person
Aletta Noot war das zweite von neun Kindern des Zollbesehers Jan Willem Noot und seiner Frau Catharina, geborene Erckenswick.
Zwei Jahre nach ihrer Geburt zog die Familie nach Ruhrort. Hier wuchs Aletta auf. Sie verbrachte zwei Jahre in einem holländischen Pensionat, wo sie die französische Sprache lernte. Am 17. November 1761 heiratete Aletta Noot den Duisburger Kaufmann Jacob Wilhelm Haniel. In ihrer 21-jährigen Ehe gebar sie elf Kinder, von denen nur vier das Erwachsenenalter erreichten. Elf Jahre lang lebte die Familie Haniel in Duisburg. 1772 zog sie mit dem achtjährigen Sohn Wilhelm nach Ruhrort, wo Jacob Haniel das Packhaus des Schwiegervaters übernahm.
Aletta Haniel starb am 11. Mai 1815 im Ruhrorter Packhaus an „Entkräftung“. Sie wurde 73 Jahre alt.

## Als Unternehmerin
Nach dem Tod ihres Mannes 1782 führte Aletta Haniel den Weinhandel und den allgemeinen Speditions- und Kommissionshandel unter dem Firmennamen J. W. Haniel seel. Wittib weiter.
Dabei wurde sie zunächst von ihrem jüngeren Bruder Samuel (1756–1828) unterstützt. Ab 1790 arbeiteten Sohn Wilhelm und ab 1796 die Söhne Gerhard und Franz im Geschäft der Mutter.
1790 übernahm die Firma J.W. Haniel seel. Wittib, die durch Wilhelm Haniel vertreten wurde, den Kohlenabsatz für die Firma J. G. Müser & Comp. Auch Alettas Bruder Diederich Walter beziehungsweise dessen Sohn Peter Heinrich waren daran beteiligt.
1792 übernahm Aletta die Spedition von Eisenwaren der Hütte St. Antony bei Osterfeld in Kommission für ein Rotterdamer Handelshaus. Bis 1795 kamen Geschäfte mit den benachbarten Hütten Neu-Essen und Gute Hoffnung hinzu.
Der Wandel ihrer Geschäftstätigkeit schlägt sich auch darin nieder, dass sie bis Mitte der 1790er Jahre als „Weinhändlerin“ galt, während man ihr Geschäft danach mit Hinweis auf die Eisenwaren meist als „Spedition“ bezeichnete.
1796 wurde Aletta Haniel Teilhaberin an der Kohlenhandelsgesellschaft J.G. Müser & Comp. Sie war auch weiterhin für den Kohlenabsatz zuständig. Mit dem Eisenwaren- und Kohlengeschäft erschloss Aletta Haniel neue Handelswege in den Westen.
Eisenwaren und zunehmend auch Kohle setzte sie vor allem in den Niederlanden ab. Als Vertreter ihrer Firma in der Gesellschaft mit Müser trat seit 1796 Sohn Gerhard auf.
1800 erwarb Aletta Haniel von ihren Geschwistern das Ruhrorter Packhaus. Im selben Jahr gelang es ihr durch ein Schreiben an den preußischen König, gegen den Widerstand der alteingesessenen Ruhrorter Kohlenhändler einen Platz zum Ablegen ihrer Eisenwaren direkt an der Ruhr zu erlangen. 1802, im Alter von 60 Jahren, machte Aletta Haniel ihre Söhne Gerhard und Franz zu Teilhabern an ihrer Firma. Schließlich zog sie sich 1809, nach 27 Jahren als Geschäftsfrau, zurück. Die Firma J.W. Haniel seel. Wittib erlosch und wurde unter ihren Söhnen Gerhard und Franz aufgeteilt.

## Sonstiges
Sie verhalf während des Siebenjährigen Krieges ihrem vor französischer Geiselhaft geflohenen Vater zur freien Rückkehr. Die Sechzehnjährige verhandelte mit dem Oberbefehlshaber der französischen Rheinarmee, Marschall Marquis de Contades, der als Gegenleistung einen Kuss verlangte. Aletta kam diesem Wunsch nach und erreichte so ihr Ziel.
Heute ist in Duisburg eine Gesamtschule nach ihr benannt.